# Wu Wenjin
Wu Wenjin (chiń. 吴文瑾; ur. 10 marca 1976) – chiński szachista, arcymistrz od 2000 roku.

## Kariera szachowa
W roku 1996 reprezentował Chiny na mistrzostwach świata juniorów do lat 20, zajmując miejsce w drugiej dziesiątce. W latach 1998 i 2000 wystąpił na szachowych olimpiadach. W 1999 roku podzielił pierwsze miejsce w kołowym turnieju rozegranym w Qingdao (wspólnie z Đào Thiên Hải, Peng Xiaominem i Bu Xiangzhi). Kolejny sukces odniósł w 2003 roku, dzieląc drugie miejsce (wspólnie z Ni Hua, za Zhang Zhongiem) w mistrzostwach Chin. W następnym roku w krajowych mistrzostwach zajął trzecie miejsce, natomiast w turnieju rozegranym w Singapurze również uplasował się na trzeciej pozycji (za Markiem Paraguą i Susanto Megaranto).
Najwyższy ranking w swojej karierze osiągnął 1 października 2000 - z wynikiem 2602 punktów zajmował wówczas 86. miejsce na światowej liście FIDE, jednocześnie zajmując 5. miejsce wśród chińskich szachistów.